# Édouard Portielje
Édouard Portielje (15 oktober 1915) was een Belgisch hockeyer.

## Levensloop
Portielje was actief bij RRC Bruxelles.
Hij maakte deel uit van het Belgisch hockeyteam. Met de nationale ploeg nam hij onder meer deel aan de Olympische Zomerspelen van 1936.